# COCOMO
COCOMO (Constructive Cost Model) ist ein algorithmisches Kostenmodell, das in der Softwareentwicklung zur Kosten- bzw. Aufwandsschätzung verwendet wird. Mit Hilfe von mathematischen Funktionen wird ein Zusammenhang zwischen gewissen Softwaremetriken und den Kosten eines Projekts dargestellt.
Es fließen mehrere firmenspezifische Parameter in die Berechnung hinein, die feststellt, wie viele Personenmonate oder Personenjahre notwendig sind, um ein Softwareprojekt zu realisieren. Weiterhin kann die Gesamtdauer des Projekts abgeschätzt werden. COCOMO beruht auf vielfältiger Erfahrung, die in der Großindustrie bei der Softwareentwicklung gemacht worden ist. Das Verfahren wurde bereits 1981 durch Barry W. Boehm, einen Softwareingenieur bei Boeing, entwickelt.

## Verfahren

### Definitionen und Annahmen
- Der primäre Kostenfaktor (Cost Driver) für das Modell sind die Delivered Source Instructions (DSI) des Projekts.
- Die Entwicklungsperiode beginnt mit dem Start des Produktdesigns und endet mit dem Abschluss der Produktintegration und der Akzeptanztests. Die Aufwände der anderen Phasen werden separat ermittelt.
- Ein COCOMO-Personenmonat – englisch Staff Month (SM) – besteht aus 152 Arbeitsstunden (19 Arbeitstage mit jeweils 8 Arbeitsstunden), ein Personenjahr aus 12 Personenmonaten. Der Personenmonat berücksichtigt also Urlaubs- und Krankenzeit.
- COCOMO geht von gutem Management von Seiten der Entwickler als auch der Kunden aus und setzt voraus, dass unproduktive Zeiten möglichst gering gehalten werden.
- COCOMO setzt voraus, dass der Anforderungsspezifikation nach der Anforderungsphase keine grundlegende Änderung widerfährt. Eine signifikante Änderung in der Spezifikation zieht auch eine Änderung der Aufwandsschätzung nach sich.

#### Delivered Source Instructions (DSI)
Als Basis für die Berechnung wird die Anzahl von auszuliefernden Codezeilen in KDSI (1000 (K) delivered source instructions [1 KDSI = 1000 Instruktionen]) ermittelt. Als Delivered wird nur Software bezeichnet, welche dem Kunden als Teil des Produkts auch übergeben wird. Diese Definition schließt Code, der für Support-Software oder zum Testen geschrieben wurde, aus. Die Abschätzung der DSI eines Projektes ist von vielen Faktoren (z. B. Programmiersprache) abhängig und wird von COCOMO nicht behandelt.
Source Instructions entsprechen den von Entwicklern geschriebenen und ausführbaren Computeranweisungen. Neben den Kommentaren schließt diese Definition also auch dysfunktionalen Code aus. Der Begriff Instructions bezieht sich ursprünglich auf die in den 1980er Jahren noch gängigen Lochkarten - Boehm definiert Instructions in seinem Werk als "Card Images".
Gängige Softwaremetriken zur Messung der Größe der Software sind Delivered Source Instructions sowie Codezeilen oder Function Points.

### Komplexität bestimmen
Zunächst wird unterschieden, ob man an einem einfachen („organic mode“), mittelschweren („semi-detached“) oder einem komplexen („embedded“) Projekt arbeitet. Diese Projektmodi sind in COCOMO 81 zentral, sie repräsentieren die jeweiligen Arbeitsprozesse in den verschiedenen Arbeitsdomänen. Die Formel der Berechnung ist in allen drei Modi gleich, die Wahl des Projektmodus wirkt sich jedoch maßgeblich auf die Koeffizienten und somit auf das Ergebnis der Berechnung aus.

#### Organic Mode
Der Organic Mode entspricht kleinen bis mittelgroßen Softwareprojekten. Die meisten am Projekt beteiligten Mitarbeiter haben bereits eingehende Erfahrungen mit ähnlichen Projekten in diesem Unternehmen sowie der verwendeten Soft- und Hardware. Dies gewährleistet einen geringen Overhead an Kommunikation, da die Beteiligten schon eine genaue Vorstellung von dem zu erstellenden Produkt haben.
Spezifikationen und Schnittstellen werden nicht streng dokumentiert, wodurch diesbezügliche Verhandlungen schneller abgeschlossen werden und der durch sie entstehende Mehraufwand (diseconomies of scale) gering gehalten wird. Weitere Merkmale des Organic Modes sind stabile Entwicklungsumgebungen mit geringer Bedeutung neuer Technologien, minimaler Bedarf an neuen Innovationen und wenig Zeitdruck.

#### Semidetached Mode
Der Semidetached Mode ist für Projekte gedacht, deren Größe und Komplexität zwischen Organic und Embedded Mode anzusiedeln sind. Es handelt sich um mittelgroße Projekte (zwischen 50 und 300 KDSI), deren Beteiligte bereits ein mittleres Maß an Erfahrung in der Entwicklung solcher Systeme haben oder deren Team nur auf einem Teilgebiet weitergehende Erfahrung besitzt oder aus erfahrenen und unerfahrenen Kollegen besteht. Projekte, welche diesem Modus entsprechen, sind komplexer, benötigen anspruchsvollere Interaktionsroutinen und flexible Schnittstellen.

#### Embedded Mode
Der Embedded Mode ist durch seine straffen Strukturen und starren Richtlinien gekennzeichnet. Dies stellt auch den größten Unterschied zu den beiden anderen, eher locker geführten Modi dar. Der Embedded Mode zielt größtenteils auf sicherheitsrelevante Projekte ab, etwa Flugassistenzsysteme oder Softwaresysteme für Banken. Sie sind in der Regel Neuentwicklungen mit wenig bis keinen vergleichbaren Vorgängerprojekten. Zunächst werden mit hohem Aufwand Spezifikationen und Schnittstellen erarbeitet und fixiert; im weiteren Verlauf sind diese dann sehr unflexibel bezüglich Änderungen. Nach Abschluss der relativ langen Analyse- und Design-Phase werden möglichst viele Entwickler parallel damit beauftragt, das System zu implementieren und zu testen. Der Testaufwand mittlerer Projekte im Embedded Mode (ca. 8000 DSI) entspricht bereits dem von großen Projekten (ca. 128000 DSI) im Organic Mode.

### Aufwand errechnen
Der zu erwartende Aufwand PM in Personenmonaten wird errechnet als Produkt aus einem Faktor m mit einer Potenz n der Metrikzahl:
{\displaystyle {\mathit {PM}}=m\cdot {\mathit {KDSI}}\;^{n}}
- einfach: {\displaystyle {\mathit {PM}}=2{,}4\cdot {\mathit {KDSI}}\;^{1{,}05}}
- mittelschwer: {\displaystyle {\mathit {PM}}=3{,}0\cdot {\mathit {KDSI}}\;^{1{,}12}}
- komplex: {\displaystyle {\mathit {PM}}=3{,}6\cdot {\mathit {KDSI}}\;^{1{,}20}}

Beispiel: Bei 100 KDSI betragen die Personenmonate etwa 300 PM für ein einfaches Projekt, etwa 500 PM für ein mittelschweres Projekt und etwa 900 PM für ein komplexes Projekt.

### Projektdauer
Der errechnete Aufwand lässt sich in grösseren Teams oft in kürzerer Zeit bewältigen. Der Beschleunigung durch Parallelisierung sind jedoch Grenzen gesetzt, die Arbeit lässt sich nicht sinnvoll auf beliebig viele Entwickler verteilen. Als Sinnbild illustriert dies das Austragen eines Kindes: Eine Schwangerschaft kann nicht durch den Einsatz von neun Frauen auf einen Monat abgekürzt werden. Es gibt gewisse Prozesse, die sequentiell ablaufen müssen, und je mehr Menschen mit einem Projekt betraut sind, desto grösser wird der kommunikative Overhead, also der Aufwandsanteil, der von projektinterner Kommunikation gebunden wird und nicht unmittelbar ins materielle Vorankommen fliessen kann.
COCOMO spricht von TDEV, time to develop (Entwicklungszeit). Die Entwicklungszeit TDEV in Monaten wird dann, je nach Komplexitätsart, berechnet gemäß:
- einfach: {\displaystyle {\mathit {TDEV}}=2{,}5\cdot {\mathit {PM}}\;^{0{,}38}}
- mittelschwer: {\displaystyle {\mathit {TDEV}}=2{,}5\cdot {\mathit {PM}}\;^{0{,}35}}
- komplex: {\displaystyle {\mathit {TDEV}}=2{,}5\cdot {\mathit {PM}}\;^{0{,}32}}

- Für ein einfaches Projekt mit 100 KDSI liefert die COCOMO-Abschätzung PM = 302 Monate und TDEV = 21,9 Monate.
- Für ein mittelschweres Projekt mit 100 KDSI liefert die COCOMO-Abschätzung PM = 521 Monate und TDEV = 22,3 Monate.
- Für ein komplexes Projekt mit 100 KDSI liefert die COCOMO-Abschätzung PM = 904 Monate und TDEV = 22,1 Monate.

Bei der COCOMO-Berechnung von TDEV ist die Mindestdauer acht Monate.

### Kostentreiberfaktoren
Das erweiterte COCOMO-Verfahren (Intermediate COCOMO) berücksichtigt weitere sogenannte Kostentreiberfaktoren, die den errechneten Basiswert entweder verringern oder erhöhen. Diese basieren auf vielen Erfahrungen, die bei großen Firmen gemessen worden sind. Solche Faktoren sind unter anderem:
- Zuverlässigkeit des gelieferten Systems – ist ein Fehler nur störend oder gefährdet er Menschenleben?
- Wie groß ist die Datenbank, die erstellt werden muss?
- Wie komplex sind die Ein-/Ausgabeverarbeitung und die Datenstrukturen?
- Wie schnell muss das System Ergebnisse liefern?
- Wie viel Speicherbedarf hat das System?
- Wie oft erwartet man, dass das System an äußere Rahmenbedingungen angepasst werden muss? Hier schwankt die Bandbreite zwischen einmal im Jahr bis monatlich.
- Teamfaktoren – was für Erfahrung haben die Teammitglieder in der Analyse, in der verwendeten Programmiersprache, mit Software-Werkzeugen, mit dieser besonderen Hardware?
- Wie eng ist der Zeitplan?

Als Beispiel dafür, wie sehr diese Faktoren das Ergebnis beeinflussen, dient folgende Berechnung:
Komplex, 128 KDSI, entspricht 1216 PM (Basisberechnung nach COCOMO).
| Faktor             | von             | bis                 |
| Zuverlässigkeit    | sehr hoch = 1,4 | sehr niedrig = 0,75 |
| Komplexität        | sehr hoch = 1,3 | sehr niedrig = 0,70 |
| Speicherbedarf     | hoch = 1,2      | kaum = 1,0          |
| Werkzeugverwendung | niedrig = 1,1   | hoch = 0,90         |
| Zeitplan           | schnell = 1,23  | normal = 1,0        |
| angepasst          | 3593 PM         | 575 PM              |

Erklärung: Die Einzelfaktoren werden zu einem „Gesamtfaktor“ aufmultipliziert und mit dem Basiswert für den Aufwand multipliziert.

Formel: Angepasster Wert = Basiswert * (Zuverlässigkeit * Komplexität * Speicherbedarf * Werkzeugverwendung * Zeitplan)
Diese Werte sind jedoch nur grobe Erfahrungswerte, jede Firma muss für sich selbst die eigenen Faktoren durch Kostenüberwachung und Analyse von bisher erstellten Projekten bestimmen.

## Weiterentwicklung
Boehm weist darauf hin, dieses Modell nicht leichtfertig anzuwenden: „Basic COCOMO is good for rough order of magnitude estimates of software costs, but its accuracy is necessarily limited because of its lack of factors to account for differences in hardware constraints, personnel quality and experience, use of modern tools and techniques, and other project attributes known to have a significant influence on costs.“ (Das COCOMO-Basismodell ist gut geeignet für eine grobe Abschätzung der Größenordnung der Softwarekosten. Die Genauigkeit des Modells ist notwendigerweise eingeschränkt, weil es ihm an Faktoren für Unterschiede bei der verwendeten Hardware, der Personalqualität und -erfahrung, dem Einsatz moderner Werkzeuge und Technologien und anderen Merkmalen fehlt, die bekanntermaßen einen signifikanten Einfluss auf die Kosten haben.). Ein relativ genaues Ergebnis bekommt man erst unter Berücksichtigung mehrerer, auf das Projekt einwirkender Faktoren (siehe Intermediate und Detailed COCOMO).

### ADA COCOMO
ADA COCOMO ist eine Weiterentwicklung von COCOMO 81 – welches sehr stark vom Batch-Processing und dem Wasserfall-Prozessmodell geprägt ist – zur Anpassung an die TRW-Implementierung des ADA-Prozessmodells. Dieses Modell beinhaltet Risk Management, Architektur Skeletons, Inkrementelles Implementieren und Testen und einheitliche Softwaremetriken. Hauptaugenmerk des Modells sind die Verringerung des Kommunikationsoverheads, Vermeidung späten Überarbeitens aufgrund instabiler Anforderungen. Die Änderungen zu COCOMO 81 können in drei Kategorien eingeteilt werden:
1. Allgemeine Verbesserungen von COCOMO: Diese beinhalten größtenteils Anpassungen der vorhandenen sowie zusätzlicher Kostenfaktoren. Neue Faktoren sind z. B. Security und Development for software reusability.
2. Ada-spezifische Effekte: Neue Regeln zum Abzählen der Instruktionen (DSI) für die Programmiersprache ADA. Zusätzliche Kostenfaktoren bezüglich Programming Language Experience.
3. Effekte bedingt durch das Ada-Prozessmodell: Diese Effekte wirken sich vor allem in den Exponenten der Regressionsgleichungen aus und leiten sich aus den Eigenschaften des Ada-Prozessmodells her. Hierfür wurden vier Skalierungsfaktoren eingeführt (Experience with the Ada Process Model, Design Thoroughness at PDR (Preliminary Design Review), Risks Eliminated at PDR, Requirements Volatility). Zusätzlich wurde eine Methode bereitgestellt, um den Aufwand von inkrementellen Projekten zu schätzen.

Der Rest von COCOMO 81 blieb unverändert – die generelle Form mit den verschiedenen Modi etc.

### COCOMO II
COCOMO II wurde ebenfalls, wie seine beiden Vorgänger, von Barry W. Boehm entwickelt und das erste Mal 1997 publiziert. Die offiziell bekannte Version ist jedoch 2000 in einem Buch veröffentlicht worden. COCOMO II repräsentiert die Änderungen in der ’modernen’ Softwareentwicklung, mit Anpassungen an neue Softwareentwicklungs-Prozessmodelle sowie neuen Entwicklungsmethodiken (z. B. Objektorientiertes Programmieren). Es werden wieder, wie in COCOMO 81, drei verschiedene Schätzarten unterschieden, mit dem Unterschied jedoch, dass sich diese vermehrt auf den Entwicklungsstand des Projekts beziehen. Auf die Unterteilung in verschiedene Projektmodi wurde hier verzichtet.

## Kritik
Das COCOMO Modell ist nur sehr beschränkt für die Abschätzung des Aufwandes eines Projektes geeignet, da es schwer ist die zugrundeliegenden Delivered Source Instructions auf Basis einer Anforderungsspezifikation zu schätzen. Außerdem geht es nicht darauf ein, dass Software in modernen Hochsprachen oftmals mit weniger Zeilen mehr ausdrücken kann als die Sprachen zu der Zeit, als COCOMO entwickelt wurde. Die Ungenauigkeit dieser Schätzung macht diese Methode für die Aufwandsschätzung unbrauchbar. Erneute Analysen der Koeffizienten scheinen abweichende Werte zu zeigen.